# Кейп-Бретон (графство)
Графство Кейп-Бретон (англ. Cape Breton County) — графство в Канаді, у провінції Нова Шотландія.

## Населення
За даними перепису 2016 року, графство нараховувало 98722 жителів, показавши скорочення на 2,9%, порівняно з 2011-м роком. Середня густина населення становила 40 осіб/км².
З офіційних мов обидвома одночасно володіли 3 945 жителів, тільки англійською — 93 215, тільки французькою — 20, а 70 — жодною з них. Усього 4 160 осіб вважали рідною мовою не одну з офіційних, з них 2 665 — одну з корінних мов, а 30 — українську.
Працездатне населення становило 52,8% усього населення, рівень безробіття — 17,6% (22,5% серед чоловіків та 12,7% серед жінок). 91,3% були найманими працівниками, 5,4% — самозайнятими.
Середній дохід на особу становив $36 566 (медіана $28 457), при цьому для чоловіків — $42 360, а для жінок $31 449 (медіани — $33 172 та $24 730 відповідно).
26,6% мешканців мали закінчену шкільну освіту, не мали закінченої шкільної освіти — 23,4%, 50% мали післяшкільну освіту, з яких 29,2% мали диплом бакалавра, або вищий, 315 осіб мали вчений ступінь.
| Статево-вікова структура населення | Статево-вікова структура населення | Статево-вікова структура населення | Статево-вікова структура населення | Статево-вікова структура населення |
| ---------------------------------- | ---------------------------------- | ---------------------------------- | ---------------------------------- | ---------------------------------- |
|                                    |                                    |                                    |                                    |                                    |
| Всього                             | Всього                             | 47,4%52,6%                         |                                    |                                    |
| 0 — 14 років                       | 0 — 14 років                       |                                    | 14%                                | 14%                                |
| 15 — 64 років                      | 15 — 64 років                      |                                    | 63,2%                              | 63,2%                              |
| 65 і більше                        | 65 і більше                        |                                    | 22,8%                              | 22,8%                              |
| 85 і більше                        | 85 і більше                        |                                    | 2,8%                               | 2,8%                               |
| 100 і більше                       | 100 і більше                       |                                    | 0%                                 | 0%                                 |
| Середній вік (років)               | Середній вік (років)               | 44,046,4                           | 45,3                               | 45,3                               |
| Медіана (років)                    | Медіана (років)                    | 47,650,0                           | 48,9                               | 48,9                               |
| — чоловіки — жінки                 |                                    |                                    |                                    |                                    |

| Походження мешканців:     | Походження мешканців:     | Походження мешканців: | Походження мешканців: | Походження мешканців: |
| ------------------------- | ------------------------- | --------------------- | --------------------- | --------------------- |
| Походження                |                           |                       | осіб                  | %                     |
| Корінні американці        | Корінні американці        |                       | 8 955                 | 9.23%                 |
| Інше північноамериканське | Інше північноамериканське |                       | 41 425                | 42.71%                |
| Європейське               | Європейське               |                       | 66 635                | 68.7%                 |
| британське                | британське                |                       | 58 675                | 60.5%                 |
| французьке                | французьке                |                       | 16 090                | 16.59%                |
| українське                | українське                |                       | 1 430                 | 1.47%                 |
| Карибське                 | Карибське                 |                       | 300                   | 0.31%                 |
| Латинськоамериканське     | Латинськоамериканське     |                       | 65                    | 0.07%                 |
| Африканське               | Африканське               |                       | 825                   | 0.85%                 |
| Азійське                  | Азійське                  |                       | 2 320                 | 2.39%                 |
| Океанійське               | Океанійське               |                       | 20                    | 0.02%                 |

| Зайнятість населення за галузями (за класифікацією NOC): | Зайнятість населення за галузями (за класифікацією NOC): | Зайнятість населення за галузями (за класифікацією NOC): | Зайнятість населення за галузями (за класифікацією NOC): | Зайнятість населення за галузями (за класифікацією NOC): |
| -------------------------------------------------------- | -------------------------------------------------------- | -------------------------------------------------------- | -------------------------------------------------------- | -------------------------------------------------------- |
|                                                          |                                                          |                                                          |                                                          |                                                          |
| Управління                                               | Управління                                               |                                                          | 6,8%                                                     | 6,8%                                                     |
| Бізнес, фінанси та адміністрування                       | Бізнес, фінанси та адміністрування                       |                                                          | 13,3%                                                    | 13,3%                                                    |
| Природничі та прикладні науки                            | Природничі та прикладні науки                            |                                                          | 3,5%                                                     | 3,5%                                                     |
| Охорона здоров'я                                         | Охорона здоров'я                                         |                                                          | 10,3%                                                    | 10,3%                                                    |
| Освіта, правозахист, муніципальні та урядові служби      | Освіта, правозахист, муніципальні та урядові служби      |                                                          | 12,7%                                                    | 12,7%                                                    |
| Мистецтво, культура, відпочинок та спорт                 | Мистецтво, культура, відпочинок та спорт                 |                                                          | 1,8%                                                     | 1,8%                                                     |
| Роздрібна торгівля та послуги                            | Роздрібна торгівля та послуги                            |                                                          | 28,2%                                                    | 28,2%                                                    |
| Гуртова торгівля, транспорт та обладнання                | Гуртова торгівля, транспорт та обладнання                |                                                          | 16,2%                                                    | 16,2%                                                    |
| Природні ресурси, сільське господарство                  | Природні ресурси, сільське господарство                  |                                                          | 4,3%                                                     | 4,3%                                                     |
| Виробництво                                              | Виробництво                                              |                                                          | 2,9%                                                     | 2,9%                                                     |

## Клімат
Середня річна температура становить 5,6°C, середня максимальна – 21,1°C, а середня мінімальна – -11,3°C. Середня річна кількість опадів – 1 561 мм.
| Клімат поселення                              | Клімат поселення | Клімат поселення | Клімат поселення | Клімат поселення | Клімат поселення | Клімат поселення | Клімат поселення | Клімат поселення | Клімат поселення | Клімат поселення | Клімат поселення | Клімат поселення | Клімат поселення |
| Показник                                      | Січ.             | Лют.             | Бер.             | Квіт.            | Трав.            | Черв.            | Лип.             | Серп.            | Вер.             | Жовт.            | Лист.            | Груд.            |                  |
| Середній максимум, °C                         | −0,03            | −1               | 2,39             | 7,24             | 12,93            | 18,07            | 20,89            | 21,07            | 16,81            | 11,68            | 6,94             | 1,60             |                  |
| Середня температура, °C                       | −5,18            | −6,14            | −2,76            | 2,10             | 7,78             | 12,92            | 17,52            | 17,68            | 13,42            | 8,30             | 3,55             | −1,77            |                  |
| Середній мінімум, °C                          | −10,33           | −11,28           | −7,9             | −3,06            | 2,64             | 7,76             | 14,11            | 14,28            | 10,02            | 4,90             | 0,17             | −5,17            |                  |
| Норма опадів, мм                              | 149              | 128              | 139              | 128              | 114              | 102              | 100              | 103              | 124              | 151              | 158              | 165              |                  |
| Середньомісячна швидкість вітру, м/с          | 5.54             | 5.37             | 5.38             | 4.96             | 4.69             | 4.52             | 4.26             | 4.24             | 4.60             | 5.02             | 5.14             | 5.44             |                  |
| Середньомісячна сонячна радіація, кДж/м²·день | 4436             | 7521             | 11459            | 14871            | 18040            | 20010            | 19737            | 17198            | 13043            | 8129             | 4610             | 3393             |                  |
| --------------------------------------------- | ---------------- | ---------------- | ---------------- | ---------------- | ---------------- | ---------------- | ---------------- | ---------------- | ---------------- | ---------------- | ---------------- | ---------------- | ---------------- |
| Джерело:                                      |                  |                  |                  |                  |                  |                  |                  |                  |                  |                  |                  |                  |                  |